# David Shiner
David Shiner (Boston, Massachusetts, 13 de septiembre de 1953) es un actor, payaso, comediante físico, dramaturgo y director de teatro estadounidense. Ha trabajado en el circo, el teatro, el cine y la televisión. Es conocido por su trabajo con el Cirque du Soleil y con Bill Irwin.

## Trayectoria
Sus primeros trabajos fueron como carpintero. Luego, comenzó su carrera como mimo callejero autodidacta, primero en Colorado y luego se mudó a París, donde trabajó con Marcel Marceau. Poco después, actuó en el circo alemán Roncalli y el Circo Knie de Suiza. Entretanto, realizó una gira con René Bazinet en un espectáculo a duo.
En 1990, protagonizó la producción Nouvelle Expérience del Cirque du Soleil, como payaso y cocreador. Estuvo de gira durante 19 meses por Canadá y Estados Unidos y un año en Las Vegas. Se hizo famoso por sus números, incluyendo pasar por encima de gran parte de la multitud y la puesta en escena de un melodrama simulado de película muda con cuatro miembros del público.
Actuó en Man of the House, película de 1995 para HBO,  y en otros papeles como el payaso en la película Lorenzo's Oil de George Miller y en Lengua silenciosa de Sam Shepard.
Junto a Bill Irwin creó el show de Broadway en pareja y sin palabras, Fool Moon, con música de los Red Clay Ramblers, estrenado en 1992 y representado hasta 1999. El espectáculo ganó un Premio Tony especial en la categoría Live Theatrical Presentation en 1999, un premio Drama Desk a Unique Theatrical Experience y un premio Special Achievement del Outer Critics Circle, por su parte, Shiner ganó en 1993 un premio Tony por su actuación en este espectáculo.
En 2000, actuó en el papel principal de El gato en el sombrero en el musical de Broadway Seussical. Posteriormente realizó una gira por Europa y Seattle con sus espectáculos David Shiner in the Round y Drop Everything. Hizo apariciones adicionales en The Tonight Show y es director invitado en el Teatro Wintergarden de Berlín y en el Teatro Apollo de Düsseldorf. 
Escribió y dirigió la producción itinerante del Cirque du Soleil, Koozå, en 2007. Espectáculo que hace un homenaje a los orígenes del circo tradicional con acrobacias y payasos, a través de Inocente, un solitario y melancólico personaje que busca su lugar en el mundo. Para 2019, este espectáculo había alcanzado 12 años de representaciones en giras por diferentes países del mundo y había sido visto por más de 7 millones de personas.
En 2013, coescribió y protagonizó el show Off-Broadway, Old Hats, con Irwin, donde participó también, la música Nellie McKay. En 2016, volvieron al escenario Shiner, Irwin y una nueva tercera intérprete, la música Shaina Taub, entre sketches, Taub interpretó canciones originales con una banda.
Apareció en 2016 en la serie Working in the Theatre del American Theatre Wing, dedicado al arte del payaso. Desarrolló el "Método Shiner", que busca que el artista integre la tristeza y la alegría en su payaso, para acceder sin temor a sus emociones humanas. Imparte clases de payaso en Múnich y es invitado a dictar cursos en otras partes del mundo.

## Premios y reconocimientos
Shiner es considerado uno de los payasos más talentosos e influyentes en el entretenimiento contemporáneo.
En 1993, ganó un premio Tony por su actuación en Fool Moon en 1993, galardón anual que premia los logros del teatro estadounidense y, más específicamente, de las obras estrenadas o al menos representadas en Broadway.